# Liste der Biografien/Cuh
Liste der Biografien |
Portal Biografien |
Personensuche
# |
A |
B |
C |
D |
E |
F |
G |
H |
I |
J |
K |
L |
M |
N |
O |
P |
Q |
R |
S |
T |
U |
V |
W |
X |
Y |
Z |
?
 
Ca |
Cb |
Cc |
Ce |
Ch |
Ci |
Cj |
Ck |
Cl |
Cm |
Cn |
Co |
Cr |
Cs |
Ct |
Cu |
Cv |
Cw |
Cy |
Cz
 
Cua |
Cub |
Cuc |
Cud |
Cue |
Cuf |
Cug |
Cuh |
Cui |
Cuj |
Cuk |
Cul |
Cum |
Cun |
Cuo |
Cup |
Cuq |
Cur |
Cus |
Cut |
Cuv |
Cuw |
Cux |
Cuy |
Cuz
Die Liste der Biografien führt alle Personen auf, die in der deutschsprachigen Wikipedia einen Artikel haben. Dieses ist eine Teilliste mit 4 Einträgen von Personen, deren Namen mit den Buchstaben „Cuh“ beginnt.

## Cuh

### Cuhe
- Cuhel, Frank (1904–1943), US-amerikanischer Hürdenläufer

### Cuhn
- Cuhn, Ernst Wilhelm (1756–1809), deutscher Bibliothekar und Historiker

### Cuho
- Cuhorst, Hermann (1899–1991), deutscher JuristHermann Cuhorst (1899–1991)

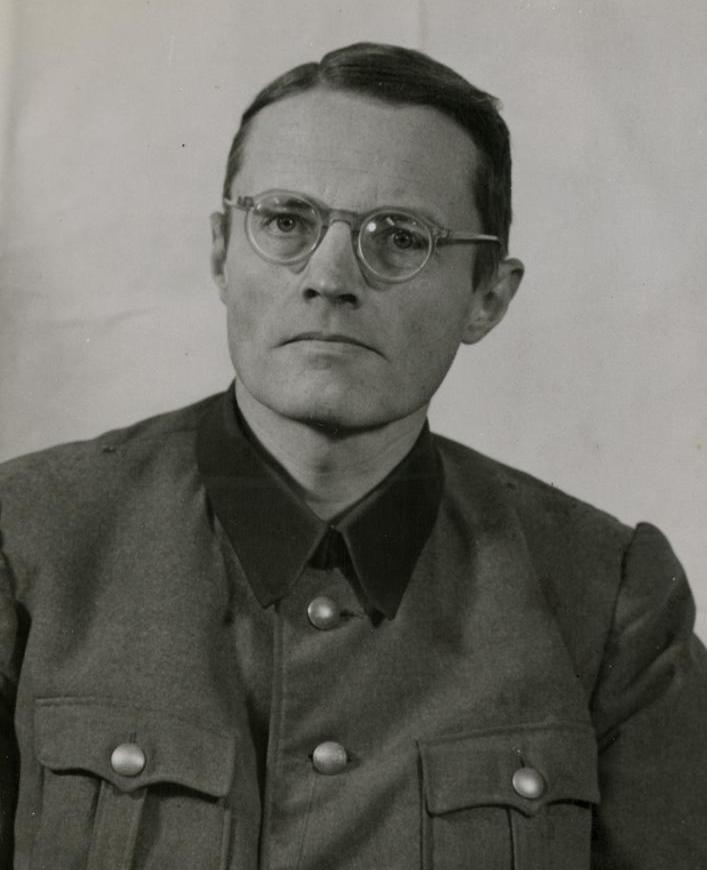
Hermann Cuhorst (1899–1991)

### Cuhr
- Cuhruk, Mahmut (1925–2018), türkischer Richter, Präsident des Verfassungsgerichts der Türkei